# Caleb Followill

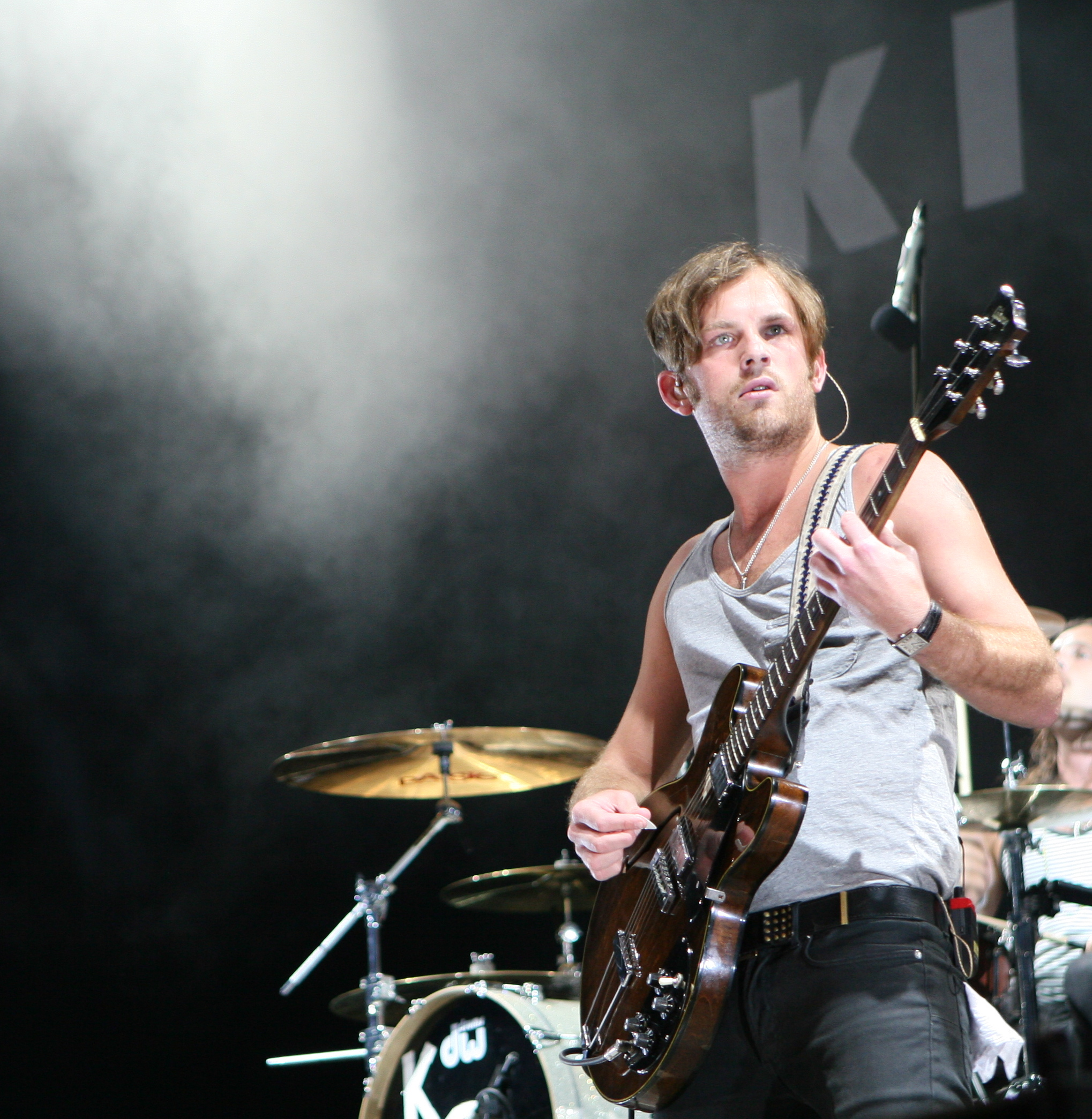
Caleb Followill

Caleb Followill właściwie Anthony Caleb Followill (ur. 14 stycznia 1982) – amerykański wokalista i gitarzysta. Followill wraz z braćmi Jaredem i Nathanem oraz kuzynem Matthew występuje w rockowej grupie muzycznej Kings of Leon. Ich ojciec był wędrownym kaznodzieją zielonoświątkowym.
W 2007 roku na festiwalu Coachella poznał amerykańską modelkę - Lily Aldridge. Para zaręczyła się w 2010 roku, a 12 maja 2011 wzięła ślub. 21 czerwca 2012 urodziła się ich pierwsza córka - Dixie Pearl Followill.

## Dyskografia
Kings of Leon
- Youth and Young Manhood (2003)
- Aha Shake Heartbreak (2004/2005)
- Because of the Times (2007)
- Only by the Night (2008)
- Come Around Sundown (2010)
- Mechanical Bull (2013)